# Мухин, Георгий Ефремович
Гео́ргий Ефре́мович Му́хин (9 [21] апреля 1885, с. Кольцово, Калужская губерния — 15 марта 1971, Москва) — советский педагог, офицер царской армии (до 1917 г.), участник Первой мировой войны.

## Биография
Происходил из древнего дворянского рода. Отец — отставной гвардии подпоручик, московский дворянин Ефрем Ефремович Мухин, сын знаменитого русского врача, действительного статского советника Е. О. Мухина, мать — калужская дворянка Наталья Васильевна, в девичестве Никольская. Родился в имении отца сельце Кольцово Тарусского уезда Калужской губернии, унаследованного им от Е. О. Мухина.

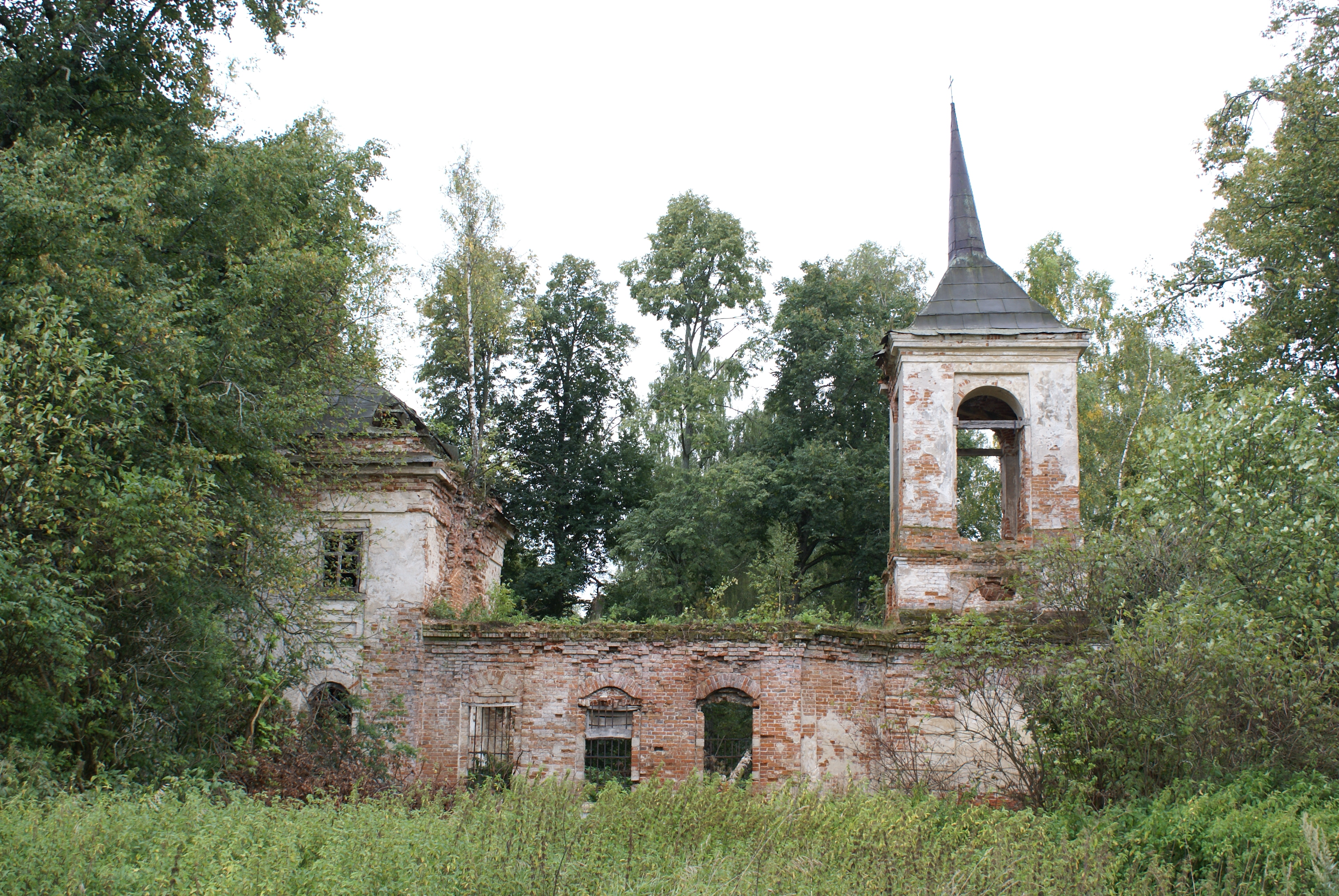
Покровская церковь в селе Полея Тарусского уезда Калужской губернии (ныне Жуковский район Калужской области). В этой церкви крестили Г. Е. Мухина. Фото М. В. Кононова. 2007 год.

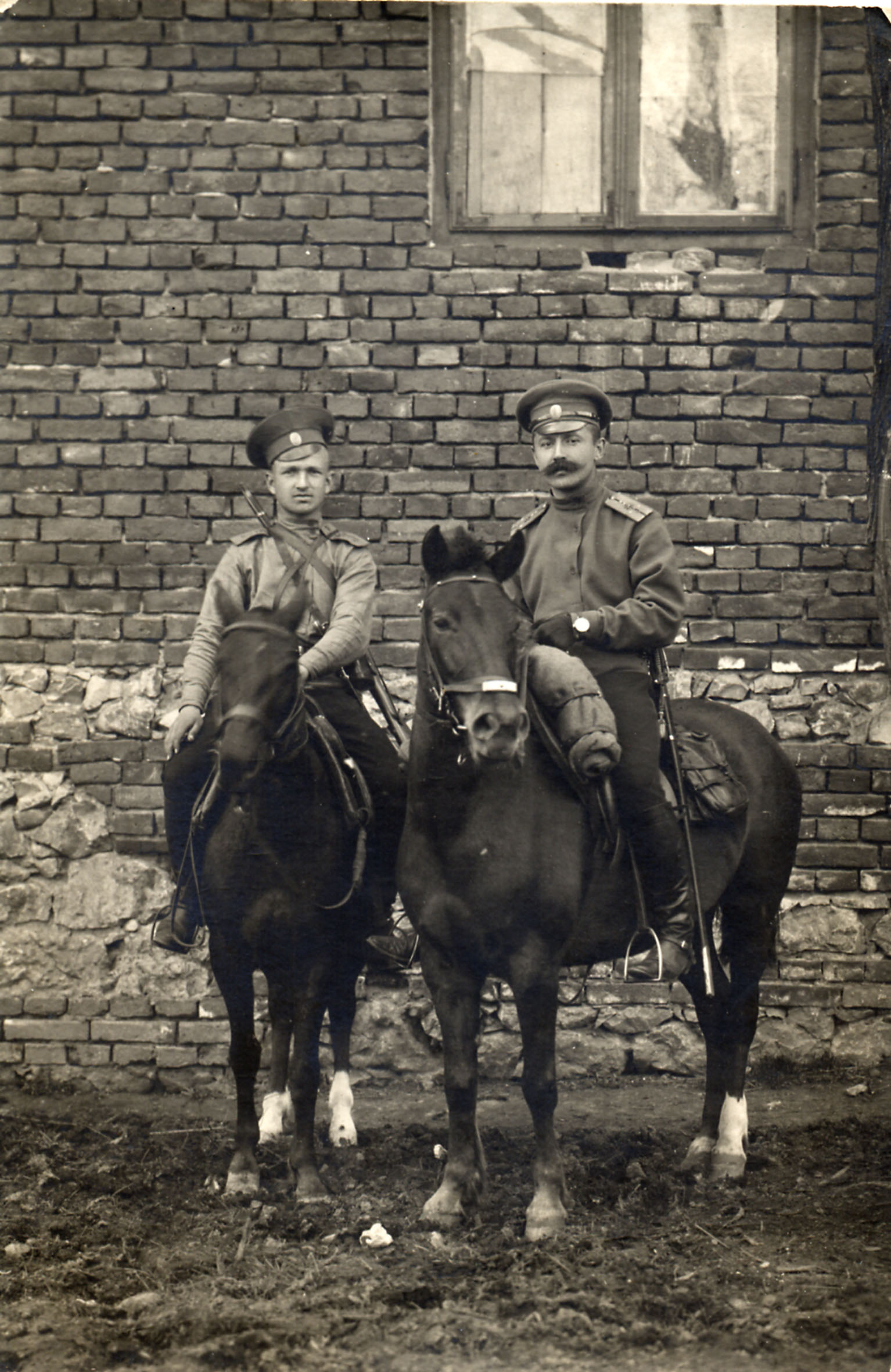
Штабс-капитан Г. Е. Мухин (справа).

Детство провел в калужском имении и в собственном доме родителей: г. Москва, Малый Знаменский пер., 7/10 («Шталмейстерский дом»). Обучался в московской гимназии № 1, затем в 3-м Московском кадетском корпусе. По окончании кадетского корпуса 31.08.1903 г. поступил в Михайловское артиллерийское училище в звании юнкера. 13.05.1904 г. произведен в унтер-офицеры. 13.05.1905 г. произведен в портупей-юнкеры. По окончании двухлетнего курса наук по 1-му разряду 15.07.1905 г. произведен в подпоручики и назначен на службу во 2-ю батарею 3-й гренадерской артиллерийской бригады (г. Ростов Великий).
Участвовал в Первой мировой войне, был контужен. Дослужился до звания гвардии капитан.
В советское время посвятил всю жизнь педагогике, преподавал математику в московской школе № 57 (Милютинский переулок, д. 7). Среди его учеников: академик, лауреат Нобелевской премии Н. Н. Семенов, академик И. В. Петрянов-Соколов, выдающийся русский бас, солист Большого театра И. И. Петров (Краузе).

Скончался в Москве 15.03.1971 г., похоронен на Калитниковском кладбище рядом с женой.

## Семья
Жена — Надежда Цезаревна, в девичестве Фланден, внучка известного московского провизора и фотографа А. Ц. Фландена. Брак расторгнут в 1917 г.
Дети:
1. Галина (5 (18) февраля 1907, Ростов Великий — 21.05.1953, Москва).
2. Алексей (14 (27) мая 1908, Ростов Великий — 28.11.1993, Москва).
3. Любовь (6 (19) августа 1909, Ростов Великий — 10.02.1999, Ярославль).
4. Марина (28 марта (10 апреля) 1911, Ростов Великий[2] — 19.08.1988, Москва, Суворовский бульвар, д.7б, кв.2).
5. Милица (6 (19) ноября 1912, Ростов Великий — 16.08.1975, Москва).
6. Георгий (7 (20) апреля 1914, Ростов Великий — 18.06.1935, Москва).
7. Тамара (5 (18) октября 1917, Ростов Великий — 1919).

## Награды
- 17.02.1915 г. — Мечи и бант к существующему ордену Св. Анны III степени, «за отличия в делах против неприятеля» (Приложение «Высочайшие приказы» к журналу «Разведчик» № 1267, стр.59).